# Johan Vilhelm von Döbeln
Johan Vilhelm von Döbeln, född den 22 januari 1785, död den 20 september 1846 i Stockholm, var en svensk läkare; syssling till Georg Carl von Döbeln.

## Biografi
von Döbeln hade som barn studerat vid hernhutarnas skola i Christiansfeld och promoverades, dels i Lund, dels i Uppsala, till medicine doktor på det senare stället 1810. Sedan han ytterligare ökat sina medicinska kunskaper under en utrikes resa, anställdes han 1813 som fältläkare vid svenska armén och bevistade drabbningarna vid Grossbeeren och Dennewitz. 
Han tjänstgjorde därefter vid svenska armén i Holstein och på sjukhusen i Nederländerna och utnämndes efter fredsslutet 1815 till regementsläkare vid Andra livgardet. Samma år befordrades han till professor i praktisk medicin vid Karolinska institutet och förordnades kort därpå till överfältläkare vid Stockholms garnison. I denna egenskap deltog han som ledamot i kommittén för regleringen av arméns läkarestat 1816 och som tillförordnad överfältläkare vid övningslägret i Norge 1821.